# Sankt Petrus syrisk-ortodoxa kyrka, Sundbyberg
För kyrkor med liknande namn, se Sankt Petri kyrka
Sankt Petrus syrisk-ortodoxa kyrka är en kyrkobyggnad i stadsdelen Hallonbergen inom Sundbybergs kommun. Den är säte för S:t Petrus syrisk-ortodoxa kyrka i Stockholm , en församling under det Syrisk-ortodoxa ärkestiftet i Skandinavien.

## Historik
Byggnaden, liksom övrig centrumbebyggelse i Hallonbergen, ritades av arkitekten Åke Östin . Den byggdes som en del av centrumanläggningen av kommunen och var avsedd som en  ekumenisk kyrkobyggnad och försågs med både dopfunt och dopgrav. Kyrkan invigdes som Fredens kyrka den 2 september 1973 av Stockholms dåvarande biskop Ingmar Ström. Den ingick i Sundbybergs församling mellan 1973 och 1992. Namnet togs efter kvarteret Freden, som i sin tur namngivits efter Fredens gård 
Redan från 1970-talet hyrdes kyrkan vid många tillfällen ut till den syrisk-ortodoxa församlingen. Denna fick 1993 köpa kyrkan av Sundbybergs kommun, vilken var ägare av själva byggnaden.

## Orgel
- Den nuvarande orgeln byggdes 1973 av Åkerman & Lund Orgelbyggeri AB, Knivsta och är en mekanisk orgel.

| Huvudverk I         | Svällverk II      | Pedal        | Koppel |
| Rörflöjt 8´         | Gedackt 16'       | Subbas 16´   | I/P    |
| Principal 4'        | Fugara 8'         | Principal 8' | II/P   |
| Gedacktflöjt 4'     | Tvärflöjt 4'      | Pommer 4'    | II/I   |
| Waldflöjt 2'        | Svegel 2'         | Dulcian 16'  |        |
| Sesquialtera 2 chor | Kvint 1 1/3'      |              |        |
| Mixtur 3-4 chor     | Scharf 3 chor     |              |        |
|                     | Fagott 8'         |              |        |
|                     | Crescendosvällare |              |        |